# Jrebeng Wetan
Jrebeng Wetan is een bestuurslaag in het regentschap Probolinggo van de provincie Oost-Java, Indonesië. Jrebeng Wetan telt 3687 inwoners (volkstelling 2010).